# Charles Randy Gallistel
 (novembre 2014).
Charles Ransom (Randy) Gallistel, né le 18 mai 1941 à Indianapolis, est un spécialiste américain des bases neurobiologiques et cellulaires de la mémoire et des processus cognitifs de l’apprentissage. 

## Biographie
Charles Ransom Gallistel est membre de l'Académie nationale des sciences depuis 2002, et de l’Académie américaine des arts et des sciences depuis 2001.
Il étudie à l’université Stanford , puis soutient sa thèse de doctorat à l'université Yale en 1966. Membre de la faculté de l'université de Pennsylvanie (1966-1989), puis de l'université de Californie à Los Angeles (1989-2000), il est membre de l'université de l'État du New Jersey à Rutgers  (2000 -2015) dont il est professeur émérite depuis 2015.
Il est co-auteur, avec Rochel Gelman (en), d’un ouvrage sur le développement du nombre et des mathématiques chez l’enfant
Étudiant les propriétés psychophysiques de la mémoire, telles que  la durée des intervalles, la distance et le nombre, il fait l'hypothèse que la courbe d'apprentissage n'est pas un phénomène gradué .
Il publie, en 1990, The Organization of Learning, dans lequel il critique la conception associationniste de l’apprentissage. Il y développe un modèle computationnel du conditionnement selon lequel la réaction à un stimulus n'est pas déterminé par des associations, mais dérive d’un calcul algébrique matriciel du taux de renforcement compte tenu de l'état de l’environnement (Rate Estimation Theory),,. Plus récemment, cette théorie a été intégrée à une théorie beaucoup plus générale, qui porte sur la selection de modèles stochastiques à l'aide du concept de longueur de description minimale, développée par le statisticien finlandais Jorma Rissanen dans le cadre de la théorie de l'information,,,. 
En ce qui concerne l'apprentissage, il soutient que différents aspects de l'expérience sont appris par différents organes d'apprentissage, en fonction des formes mathématiques de ce qu'il faut apprendre . Dans sa théorie du souvenir, la fonction associative - déplacer la pensée de mémoire en mémoire - est réalisée par des indices spatio-temporels inclus dans chaque mémoire, plutôt que par des connexions associatives entre mémoires . Il est un fervent adept de la théorie computationnelle de l'esprit
Il critique les hypothèses selon lesquelles la mémoire se réduit à des connexions synaptiques alternées, en remarquant que cette théorie ne parvient pas à expliquer comment le cerveau code des données quantitatives telles que les distances, les directions et les durées. Il propose que les souvenirs résident plutôt au niveau moléculaire dans les neurones et souligne les vastes capacités de stockage d'information des polynucléotides ,,,,,.
Auteur d’un ensemble importants de travaux sur l’appréhension de nombre, d'espace et du temps chez l'humain et l'animal,, ses travaux portent aussi sur les relations entre connaissances préverbales et langage et sont une contribution importante à la théorie computo-représentationelle de l'esprit/cerveau développée par Jerry Fodor et Noam Chomsky selon laquelle l'esprit/cerveau met en jeu des représentations mentales symboliques abstraites et spécialisées sur lesquelles portent des calculs.

## Distinctions et récompenses
- Membre de la National Academy of Sciences (États-Unis) 2002
- Membre de l'American Academy of Arts and Sciences 2001
- William James Fellow of the Association for Psychological Science 2006
- Fellow, Society of Experimental Psychologists
- Warren Medal of the Society of Experimental Psychologists 2006
- Hebb Award from Division 6 of the American Psychological Association 2011
- Fellow, Sage Mind Institute, UC, Santa Barbara, Mid May-June, 2008
- Schlossberg Lecture, Brown, 2010
- Teuber Lecturer MIT 2006 et 2014
- Blackwell Lectureship, University of Maryland, novembre 2003
- APA Distinguished Scientist Lecturer (MPA, May 2004)
- MacEachern Lectureship, University of Alberta, Oct. 1997
- James McKeen Cattell Fund Sabbatical Award '95-'96
- Fellow, Center for Advanced Study in the Behavioral Sciences, 1984-1985
- Chair Section J (Psychology) AAAS (1995)
- Fellow of the American Association for the Advancement of Science.
- Mind, Brain and Behavior Lecture à Harvard, 2014
- Président de l'Association pour la science psychologique, 2015

## Ouvrages
- Avec A. P. King, Memory and the computational brain: Why cognitive science will transform neuroscience, New York: Wiley/Blackwell, 2009
- Editor Stevens’ handbook of experimental psychology, volume 3: Learning, motivation and emotion, New York, Wiley, 2012
- The experimental study of the mind, Dubuque, Iowa: Kendall/Hunt, 1972
- Avec J. Gibbon, The symbolic foundations of conditioned behavior, Hillsdale, NJ: Lawrence Erlbaum Associates, 2002
- Editor: Animal Cognition, 203 pp, 1991
- The organization of learning, Cambridge, MA: Bradford Books/MIT Press. 648 pp, 1990
- The organization of action: A new synthesis, Hillsdale, N. J.: Lawrence Erlbaum Associates, Inc. 432 pp, 1980
- Avec R. Gelman, The child's understanding of number, Cambridge, Mass.: Harvard University Press. 260 pp, 1978